# Simultanerfassung
Als Simultanerfassung (Subitizing) bezeichnen Wissenschaftler die Fähigkeit, die Anzahl von mehreren Dingen zu erfassen, ohne diese abzählen zu müssen. Bei Erwachsenen werden Anzahlen größer als 4 zunehmend fehlerhaft erkannt.
Das simultane Erfassen von Mengen mit mehr als 4 oder 5 Elementen gilt als kaum förderbar. Allerdings kann beispielsweise die 6 auf einem Spielwürfel schon von Kindergartenkindern simultan erfasst werden. Diese Fähigkeit beruht auf der sogenannten quasi-simultanen Anzahlerfassung: Wenn eine Menge so dargestellt wird, dass sie – wie die 6 auf dem Würfel – zum Beispiel aus zwei Teilen zu je drei Punkten besteht, dann können bei einer solchen Anordnung auch größere Mengen ähnlich schnell wie bei einer „echten“ Simultanerfassung benannt werden. Die quasi-simultane Anzahlerfassung gilt im Unterschied zur Simultanerfassung als trainierbar.

## Belege
1. ↑  Patrick Klapetz: Unser Gehirn verarbeitet die Zahlen unterschiedlich. In: golem.de vom 4. Januar 2024. Zuletzt abgerufen am 5. Januar 2024.
2. ↑  Hans J. Gross: Give me 5… The invention of number five in ancient civilizations. A consequence of our limited inborn numerical competence. In: Communicative & Integrative Biology. Bd. 4, Nr. 1, 2011, S. 62–63, doi:10.4161/cib.4.1.13762, Volltext (PDF; 289 kB) (Memento vom 27. Februar 2013 im Internet Archive).
3. ↑  Bundesverband Legasthenie und Dyskalkulie e.V. (BVL): Kommentar zu den Studienergebnissen des Blicklabors, Freiburg. (Memento vom 24. November 2016 im Internet Archive). Im Original publiziert in: Zeitschrift für Legasthenie und Dyskalkulie. März 2006, S. 15.
4. ↑  Simultane und quasi-simultane Anzahlerfassung. Auf: auer-verlag.de, abgerufen am 30. Dezember 2022.